# Samuele Mandeville
 (octobre 2023).
Il peut être nécessaire de l'améliorer pour respecter le principe de neutralité de point de vue. Veuillez consulter la page de discussion pour plus de détails.

Pour les articles homonymes, voir Mandeville.
Samuele Mandeville, né en 1986 à Montréal, est un auteur-compositeur-interprète canadien.

## Biographie
Queer et non-binaire, Samuele Mandeville est l'enfant de Gaston Mandeville, auteur-compositeur-interprète décédé en 1997. À 14 ans déjà, Samuele se produisait dans des bars de Montréal avec des groupes punks.
L'artiste décrit son répertoire comme à la fois blues, folk et rock. Ses influences musicales sont diverses : Ani DiFranco, Christine and the Queen.
Multi-instrumentiste faisant carrière utilisant uniquement son prénom, l'artiste remporte la 48e édition du Festival International de la Chanson de Granby en 2016, et lance son album Les filles sages vont au paradis, les autres vont où elles veulent en 2017. Cet album a été réalisé avec Jean-Sébastien Brault-Labbé à la batterie et à la réalisation, Alex Pépin à la basse et prise de son, Julie Miron aux guitares et arrangements, Gabrielle Smith à la clarinette, à la flûte et au saxophone et Elizabeth Rogers à la trompette. Il s'ensuit une série de spectacles à travers le Québec, ainsi qu'en France, en Belgique et au Luxembourg. Son album obtient le prix Coup de Cœur de l'Académie Charles Cros en France, ainsi que deux nominations à l'ADISQ, au Québec.

En 2023, l'artiste lance un livre-album intitulé Une paillette dans l'engrenage qui parle de son épuisement professionnel et sa transition de genre.

## Récompenses
Il a été demi-finaliste au Francouvertes en 2015 et la lauréate du Festival international de la chanson de Granby en 2016. Il reçoit deux nominations au gala de l'Adisq, comme révélation de l'année et album alternatif de l'année, en 2017. Il est récipiendaire du Coup de cœur chanson 2018 de l'Académie Charles Cros pour Les filles sages vont au paradis, les autres où elles veulent.